# Флаохад
Флаохад (д/н — 642) — мажордом франкського королівства Бургундія в 642 році.

## Життєпис
Походив зі знатного франкського роду, десь з прикордоння Нейстрії та Австразії. Про дату народження та початок кар'єри замало відомостей. У 641 році після смерті Еґи, мажордома Нейстрії і Бургундії влада в обох королівствах перейшла до матері короля Хлодвіга II Нантільді. Висувається версія, що Флаохад був коханцем королеви-регентші. З її згоди наступником на посаді мажордома було призначено Ерхіноальда.
Втім в 642 році за наказом Нантільди посади мажордомів двох королівств були розділені: в Нейстрії залишився Ерхіноальд, а Флаохад став мажордомом Бургундії. Церемонія зведення нового мажордома на посаду відбулася навесні 642 року в Орлеані. На знак подяки за підтримку свого обрання Флаохад розіслав по всьому королівству послання, в яких клятвено обіцяв прелатам і знаті зберігати в недоторканності їхнє майно і привілеї і управляти всім з їхньою допомогою. Слідом за цим Флаохад і Ерхіноальд обмінялися взаємними запевненнями у визнанні повноважень одне одного і домовилися в усьому діяти спільно. Невдовзі оженився з Рагнобертою, небогою Нантільди, що ще більше зміцнило його зв'язок з правлячою династією.
Ймовірно, в Бургундії Флаохаду так і не вдалося домогтися значної підтримки серед знаті. Отримання Флаохадом посади мажордома посварило його з другом — Віллібадом, патрикієм Бургундії, який керував областями навколо Ліона, В'єна і Валансьєна. Раніше ж, за свідченням Фредегара, вони «не один раз клялися один одному в дружбі в святих місцях». Що послужило причиною ворожнечі, особисті претензії або політичні мотиви — достеменно невідомо. Коли за призовом мажордома Бургундії в травні 642 року єпископи і герцоги королівства з'їхалися в Шалон-сюр-Соні для обговорення загальних справ, сюди ж з'явився і Віллібад. До цього часу ненависть між колишніми друзями була настільки велика, що мажордом спробував вбити патриція прямо на зборах. Тільки завдяки зусиллям Амальберта, брата Флаохада, в цей раз кровопролиття вдалося уникнути.
«Житіє святого Сіграма» описує майордома як дуже впливової при королівському дворі людини і повідомляє про його дружбу з цим святим. За свідченням цього джерела, Флаохад передав Сіграму свої маєтки поблизу Бурже, де цей святий заснував два монастирі.
Після смерті королеви Нантільди Флаохад зіткнувся з ще більшим невдоволенням бургундської знаті. Бажаючи заручитися підтримкою Ерхіноальда, у вересні 642 року Флаохад організував поїздку короля Хлодвіга II з Парижа, що належав Нейстрії, до Отена (в Бургундії). В дорозі їх супроводжували мажордом Нейстрії та інші представники знаті цього королівства. У той час, коли король перебував у Отені, Віллібаду від його імені Флаохадом був відправлений наказ з'явитися для пояснень. Знаючи що йому загрожує небезпека, Віллібад приїхав до Отена з великою кілкьістю бургундських єпископів і магнатів й разом з ними розташувався в таборі поза стінами міста. Оскаженілий непокорою Віллібада, Флаохад разом зі своїми друзями — Бертаром, пфальцграфом Трансюранських земель і герцогами Амальгаром Діжонським, Вандальбертом Шамблійськимм і Храмнеленом Безансонським наступного дня напав на ставку патрикія Бургундії. За свідченням «Житія святого Елігія», під час цієї сутички Віллібада вбив Флаохад.
Негайно після цього Флаохад поїхав у Шалон, однак тут він раптово захворів на хворобу, яка перебігала з гарячкою. Мажордом попросив герцога Амальгара відвести його в одну з осель поблизу Діжона, але помер, так і не досягнувши мети своєї поїздки. Це сталося через одинадцять днів по загибелі Віллібада. Тіло Флаохада було поховано в церкві Святого Бінігна, яка розташовувалася в передмісті Діжона. Новим мажордомом став Радоберт.